# Scène de la saint-Barthélemy
 (octobre 2024).
Scène de la saint-Barthélemy ou Scène de la Saint-Barthélemy, assassinat de Briou, gouverneur du prince de Conti est un tableau peint par Joseph-Nicolas Robert-Fleury en 1833, conservé au musée du Louvre à Paris.

## Histoire
Le tableau est présenté au Salon en 1833.
En 2014, il est prêté au Musée des beaux-arts de Lyon dans le cadre de l'exposition L'invention du Passé. Histoires de cœur et d'épée 1802-1850.